# Céline Cormerais
Céline Cormerais, née le 23 août 1974 à Montaigu, est une marathonienne française.

## Carrière
Elle remporte le marathon de la baie du Mont-Saint-Michel en 2004 et le marathon des Jeux de la Francophonie de 2005 à Niamey.
Au niveau national, elle est sacrée championne de France de marathon en 2002 et en 2004.